# Coras Fútbol Club
O Coras Fútbol Club é um clube de futebol com sede em Tepic, México. A equipe compete na Liga de Ascenso.

## História
O clube foi fundado em 1959.